# 大亞歷山德里夫卡 (巴什坦卡區)
47°47′12″N 32°41′19″E / 47.78667°N 32.68861°E
大亞歷山德里夫卡（烏克蘭語：Великоолександрівка），是烏克蘭南部尼古拉耶夫州巴什坦卡區卡赞卡市镇的村落。始建於1873年，面積1.58平方公里，海拔高度108米，2001年人口656，人口密度每平方公里415.2人。